# Patricio Aylwin

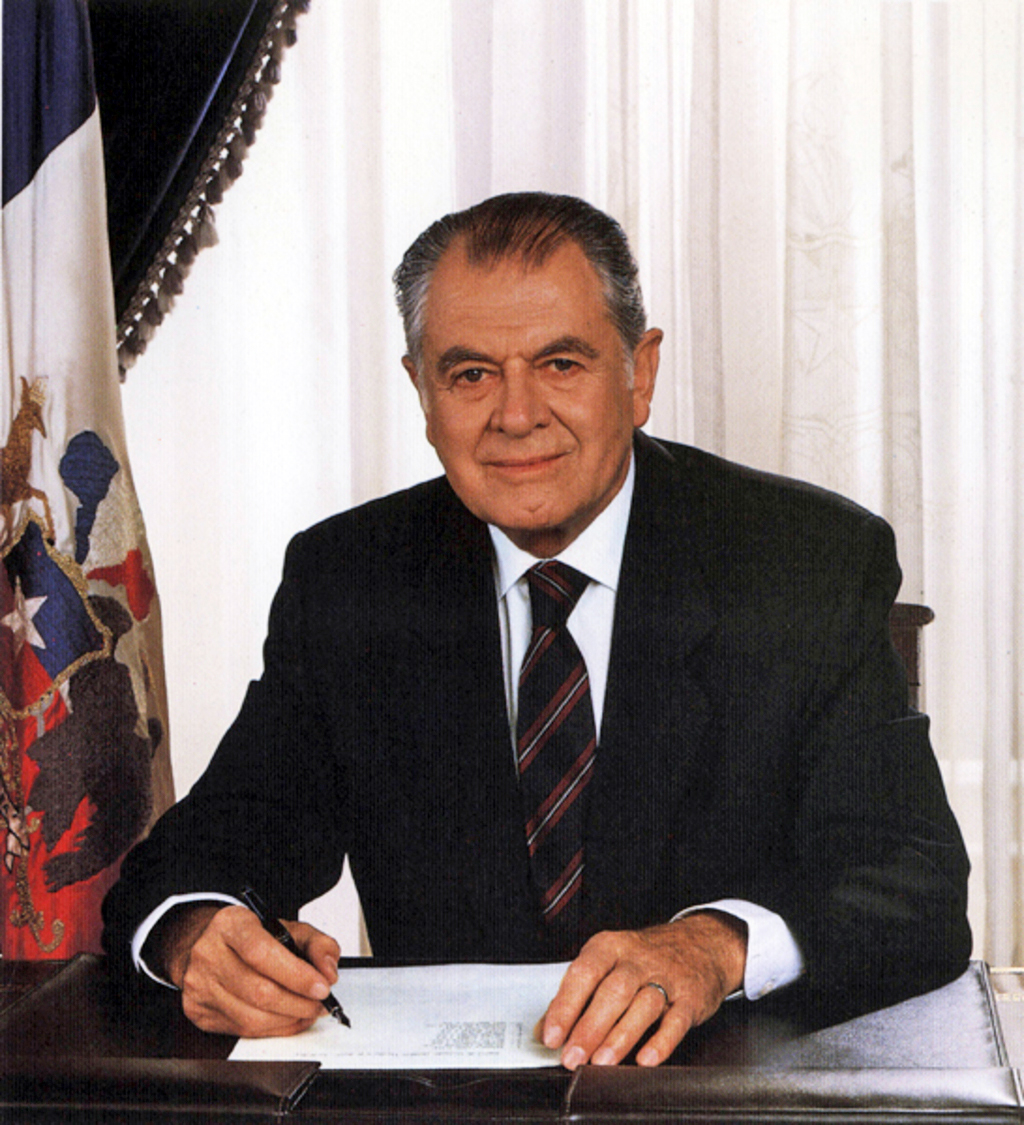
Patricio Aylwin Azócar (1990)

Patricio Aylwin Azócar (* 26. November 1918 in Viña del Mar; † 19. April 2016 in Providencia) war ein chilenischer Politiker (PDC). Der Christdemokrat war von 1990 bis 1994 der erste demokratisch gewählte Präsident Chiles nach der Diktatur von Augusto Pinochet.

## Leben
Patricio Aylwin wurde 1918 als ältestes von fünf Kindern von Laura Azócar und Miguel Aylwin geboren. 1943 schloss er sein Studium (Jura, Politik- und Sozialwissenschaften) an der Universidad de Chile ab und arbeitete dort anschließend als Professor für Rechtswissenschaft; später wechselte er an die Pontificia Universidad Católica de Chile (ebenfalls in Santiago de Chile). Er heiratete Leonor Oyarzún Ivanovic, mit der er fünf Kinder bekam. Ihre Tochter Mariana Aylwin war von 2000 bis 2003 chilenische Bildungsministerin.
Er engagierte sich früh politisch bei den gemäßigt links stehenden Christdemokraten, stark beeinflusst durch den Gedanken der katholischen Soziallehre. Zwischen 1958 und 1989 war er mehrere Male Vorsitzender der Christdemokratischen Partei Chiles. 1965 wurde er als Senator in den Kongress gewählt, dessen Vorsitz er in den Jahren 1971 und 1972 innehatte – zu der Zeit, als Salvador Allende Präsident von Chile war. Er führte die parlamentarische Opposition gegen Allende an und anfänglich unterstützte er den Putsch Pinochets. Später revidierte er seine Meinung dazu.
Nach dem Putsch von General Augusto Pinochet und der Machtübernahme der Militärs im September 1973 blieb Patricio Aylwin bis 1976 Vorsitzender der Christdemokraten, denen – wie allen anderen politischen Parteien Chiles – unter der Militärdiktatur in Chile jede öffentliche Betätigung verboten wurde. 1980 trat Aylwin als Sprecher der Opposition gegen die Verfassungsänderung ein, mit der die Militärs ihr Regime legitimieren wollten. Die neue, auf die Bedürfnisse von Pinochet maßgeschneiderte Verfassung wurde angenommen; von einer freien Wahl konnte man allerdings nicht sprechen. Dennoch plädierte Aylwin dafür, die Verfassungssituation als gegeben hinzunehmen und auch unter den ungünstigen rechtlichen Bedingungen weiterhin den friedlichen Weg zur Demokratie zu suchen.
Im Rahmen der Operation Condor sollte Aylwin auf einer Rundreise durch Europa eliminiert werden. Pinochets Geheimdienst DINA schickte mehrere Teams nach Frankfurt, darunter Michael Townley und der Brigadegeneral Christoph Willeke. Willeke stellte nach Zeugenaussagen den Kontakt zum Bundesnachrichtendienst (BND) her. Die Verbindung wurde demnach von Mitgliedern der Colonia Dignidad arrangiert worden. BND und DINA tauschten demnach Listen verdächtiger Mitglieder des linken  Movimiento de Izquierda Revolucionaria (MIR) und anderer südamerikanischer Dissidenten aus. Zur Ermordung Aylwins kam es jedoch nicht.
Nachdem 1988 die Opposition die Volksabstimmung über die Gestaltung der nächsten Präsidentschaftswahlen gewonnen hatte, wurde Aylwin zum Kandidaten der Anti-Pinochet-Opposition – eines breiten Mitte-links-Bündnisses unter der Führung von Christdemokraten und Sozialisten – gewählt. Aylwin trat bei den ersten freien Präsidentschaftswahlen seit 1971 an und wurde am 14. Dezember 1989 zum chilenischen Präsidenten gewählt. Seine Amtszeit (Amtseinsetzung am 11. März 1990) war geprägt von großer Zurückhaltung und dem Versuch, Chiles langsamen und vorsichtigen Weg zu einem demokratischen Rechtsstaat nicht zu gefährden.
Aylwin setzte bereits Mitte 1990 eine Wahrheits- und Versöhnungskommission für die Aufarbeitung der in den Jahren der Diktatur von 1973 bis 1979 begangenen Verbrechen ein. Ziel der Kommission sollte es sein, die chilenische Öffentlichkeit mit einer „offiziellen Wahrheit“ über Junta-Verbrechen zu konfrontieren und damit die Spaltung der Gesellschaft in zwei Lager mit jeweils unterschiedlichen Deutungen der Geschichte zu verhindern. Doch der Gestaltungsspielraum der gewählten Regierung hatte deutliche Grenzen. Da der Einfluss des Militärs im Land nach wie vor groß war, wurde Aylwin in seiner Aufarbeitungspolitik zu Zurückhaltung gezwungen; eine strafrechtliche Ahndung der Verbrechen wäre den Streitkräften nicht zu vermitteln gewesen.
Nach einer Amtszeit wurde Aylwin 1994 von Eduardo Frei (ebenfalls ein Christdemokrat) abgelöst. Patricio Aylwin engagierte sich danach international bei den Vereinten Nationen in der Armutsbekämpfung und für die Durchsetzung von Rechtsgrundsätzen, unter anderem als Vorsitzender einer gemeinnützigen Organisation für Demokratie und Gerechtigkeit.
Im Dezember 2015 hatte er sich bei einem Sturz zu Hause eine Kopfverletzung zugezogen und musste im Krankenhaus behandelt werden. Danach begann sich sein Gesundheitszustand zu verschlechtern. Er starb an Atemstillstand am 19. April 2016 im Alter von 97 Jahren in seinem Haus in Providencia, wo er mehr als die Hälfte seines Lebens verbracht hatte. An diesem Tag verordnete die chilenische Regierung eine dreitägige Staatstrauer. Am 30. November 2022 wurde auf der Plaza de la Ciudadanía vor dem La-Moneda-Palast eine Statue von ihm eingeweiht.

## Ehrungen und Auszeichnungen (Auswahl)
- Zahlreiche Ehrendoktortitel
- 1993: Groß-Stern des Ehrenzeichens für Verdienste um die Republik Österreich[6]
- 1997: Nord-Süd-Preis des Europarates
- 1998: Fulbright-Preis